# دی‌فنیل‌متیل‌پیپرازین
دی‌فنیل‌متیل‌پیپرازین (به انگلیسی: Diphenylmethylpiperazine) با فرمول شیمیایی C۱۷H۲۰N۲ یک ترکیب شیمیایی با شناسه پاب‌کم ۷۰۰۴۸ است؛ که جرم مولی آن ۲۵۲٫۳۵ g/mol می‌باشد.